# Billy Long
Pour les articles homonymes, voir Long.
William Hollis Long II dit Billy Long, né le 11 août 1955 à Springfield (Missouri), est un homme politique américain, élu républicain du Missouri à la Chambre des représentants des États-Unis de 2011 à 2023.

## Biographie
Billy Long est originaire de Springfield dans le sud-ouest du Missouri. Il est notamment commentateur radio de 1999 à 2006.
En 2010, il est élu à la Chambre des représentants des États-Unis dans le 7e district du Missouri avec 63,4 % des voix, devant le démocrate Scott Eckersley (30,4 %). Il est réélu avec 63,9 % des suffrages en 2012 et 63,5 % en 2014.
En août 2021, il annonce briguer la succession du sénateur républicain Roy Blunt, non candidat à un nouveau mandat pour les élections sénatoriales de 2022. Il  termine toutefois en quatrième position de la primaire républicaine d'août 2022 remportée par le procureur général de l'État Eric Schmitt.
Le 4 décembre 2024, le président élu Donald Trump annonce son intention de le nommer pour diriger l'Internal Revenue Service, le fisc américain, une institution dont il avait soutenu l'abolition lors de son mandat au Congrès,. Il est confirmé dans cette fonction par le Sénat le 12 juin 2025, par un vote à 53 contre 44. Le 8 août, il quitte ses fonctions, alors transférées de manière intérimaire au secrétaire au Trésor Scott Bessent. Il annonce alors avoir été nommé par Donald Trump pour devenir ambassadeur des États-Unis en Islande.